# Borów (Opole Lubelskie)
Borów [pronunciación en polaco: /ˈbɔruf/] es un pueblo en el distrito administrativo de Gmina Chodel, dentro del Distrito de Opole Lubelskie, Voivodato de Lublin, en el este de Polonia. Se encuentra aproximadamente 5 kilómetros al este de Chodel, 17 kilómetros al este de Opole Lubelskie, y 30 kilómetros al sudoeste de la capital regional, Lublin.